# Калиакра (находище на природен газ)
 Тази статия е за находището.  За други значения вижте Калиакра (пояснение).  
Калиакра е находище на природен газ, разположено в континенталния шелф и в изключителната икономическа зона на Република България в Черно море.

## История
Находището е открито от британската компания „Мелроуз Рисорсиз“ през януари 2008 година. Според прогнозни данни съдържа над 1.950 млрд. кубични метра природен газ На 22 март 2010 г. „Мелроуз Рисорсиз“ получава удостоверение за търговско откритие.

## Експлоатация
На 4 октомври 2010 г. Министерският съвет предоставя находището на концесия на „Мелроуз Рисорсиз“ ООД, Варна за срок от 7 години. Концесионната площ, от която се добива природен газ, е в размер на 18,9895 кв. км. Добивът се извършва със средствата на концесионера, който се задължава да осъществява минимален годишен добив в размер 255 млн. куб. м. в периода 2011-2015 година.
Очакваните приходи от концесията са над 73 млн. долара.